# Rio Bistra (Bistrița)
O Rio Bistra é um rio da Romênia afluente do Rio Jidanul, localizado no distrito de Neamţ.